# Prurigen gestacional
El prurigen gestacional (conegut en literatura anglesa com Pruritic urticarial papules and plaques of pregnancy o PUPPP) és un exantema semblant a la urticària que afecta algunes dones durant l'embaràs. Encara que és molt molest per les qui ho pateixen (a causa de la picor), no presenta cap risc per a la mare o el fetus. Les pàpules i plaques en general comencen a aparèixer en l'abdomen (encara que no en el melic o els costats) i sovint s'estén a les cames, el pit, les aixelles, els braços i el coll.
De causa desconeguda, es pensa que l'estirament cutani hi té un paper important, ja que és més comú en les mares amb grans mesures del fons uterí i/o en aquelles que estan portant fetus grans, bessons, i trigèmins). Les pàpules i plaques sovint apareixen primer en les estries.
Alguns estudis revelen que aquesta malaltia és més freqüent en les embarassades amb fetus masculí (cosa que es produeix en el 70% dels casos), encara que cap investigació formal s'ha dut a terme.